# Екпетал
Екпетал (каз. Екпетал) — упразднённое село в Уилском районе Актюбинской области Казахстана. Входило в состав Уилского сельского округа. Исключено из учётных данных в 2024 году. Код КАТО — 155230300.

## Население
В 1999 году население села составляло 588 человек (307 мужчин и 281 женщина). По данным переписи 2009 года, в селе проживало 350 человек (169 мужчин и 181 женщина).